# Campeonato Sudamericano de Baloncesto de 2001
El Campeonato Sudamericano de Baloncesto de 2001 corresponde a la XXXIX edición del Campeonato Sudamericano de Baloncesto. Disputado en Valdivia, Chile entre los días 20 y 29 de julio. Fue ganado por Argentina.

## Equipos
- Argentina
- Brasil
- Bolivia
- Chile
- Colombia
- Ecuador
- Paraguay
- Perú
- Uruguay
- Venezuela

## Ronda previa
Divididos en dos grupos de cinco, clasifican los cuatro mejores primeros.

### Grupo A
|   | Equipo    | Pts | J | G | P | PF  | PC  | Dif  |
| - | --------- | --- | - | - | - | --- | --- | ---- |
| 1 | Argentina | 8   | 4 | 4 | 0 | 406 | 233 | 173  |
| 2 | Uruguay   | 7   | 4 | 3 | 1 | 347 | 278 | 69   |
| 3 | Perú      | 6   | 4 | 2 | 2 | 251 | 329 | -78  |
| 4 | Colombia  | 5   | 4 | 1 | 3 | 313 | 360 | -47  |
| 5 | Ecuador   | 4   | 4 | 0 | 4 | 264 | 381 | -117 |

| 20 de julio | Perú     | 89 - 81 | Colombia |  |
|             | Valdivia |         |          |  |

| 20 de julio | Argentina | 119 - 59 | Ecuador |  |
|             | Valdivia  |          |         |  |

| 21 de julio | Colombia | 93 - 76 | Ecuador |  |
|             | Valdivia |         |         |  |

| 21 de julio | Uruguay  | 94 - 57 | Perú |  |
|             | Valdivia |         |      |  |

| 22 de julio | Perú     | 72 - 58 | Ecuador |  |
|             | Valdivia |         |         |  |

| 22 de julio | Argentina | 80 - 72 | Uruguay |  |
|             | Valdivia  |         |         |  |

| 23 de julio | Argentina | 96 - 33 | Perú |  |
|             | Valdivia  |         |      |  |

| 23 de julio | Uruguay  | 84 - 70 | Colombia |  |
|             | Valdivia |         |          |  |

| 24 de julio | Uruguay  | 97 - 71 | Ecuador |  |
|             | Valdivia |         |         |  |

| 24 de julio | Argentina | 111 - 69 | Colombia |  |
|             | Valdivia  |          |          |  |

### Grupo B
|   | Equipo    | Pts | J | G | P | PF  | PC  | Dif  |
| - | --------- | --- | - | - | - | --- | --- | ---- |
| 1 | Brasil    | 8   | 4 | 4 | 0 | 398 | 236 | 162  |
| 2 | Venezuela | 7   | 4 | 3 | 1 | 394 | 263 | 131  |
| 3 | Paraguay  | 6   | 4 | 2 | 2 | 305 | 330 | -25  |
| 4 | Chile     | 5   | 4 | 1 | 3 | 334 | 356 | -22  |
| 5 | Bolivia   | 4   | 4 | 0 | 4 | 238 | 484 | -246 |

| 20 de julio | Brasil   | 89 - 81 | Paraguay |  |
|             | Valdivia |         |          |  |

| 20 de julio | Chile    | 115 - 87 | Bolivia |  |
|             | Valdivia |          |         |  |

| 21 de julio | Venezuela | 131 - 50 | Bolivia |  |
|             | Valdivia  |          |         |  |

| 21 de julio | Paraguay | 87 - 82 | Chile |  |
|             | Valdivia |         |       |  |

| 22 de julio | Paraguay | 95 - 56 | Bolivia |  |
|             | Valdivia |         |         |  |

| 22 de julio | Brasil   | 75 - 69 | Venezuela |  |
|             | Valdivia |         |           |  |

| 23 de julio | Brasil   | 143 - 45 | Bolivia |  |
|             | Valdivia |          |         |  |

| 23 de julio | Venezuela | 96 - 67 | Chile |  |
|             | Valdivia  |         |       |  |

| 24 de julio | Venezuela | 98 - 71 | Paraguay |  |
|             | Valdivia  |         |          |  |

| 24 de julio | Brasil   | 86 - 70 | Chile |  |
|             | Valdivia |         |       |  |

## Segunda ronda
Para esta ronda se cuentan los puntos obtenidos en los partidos de la primera ronda y los equipos clasificados de un grupo se enfrentan a los equipos clasificados del otro. Los dos primeros avanzan a la final.
|   | Equipo    | Pts | J | G | P | PF  | PC  | Dif  |
| - | --------- | --- | - | - | - | --- | --- | ---- |
| 1 | Argentina | 14  | 7 | 7 | 0 | 601 | 393 | 208  |
| 2 | Brasil    | 13  | 7 | 6 | 1 | 596 | 433 | 163  |
| 3 | Venezuela | 12  | 7 | 5 | 2 | 600 | 501 | 99   |
| 4 | Uruguay   | 11  | 7 | 4 | 3 | 579 | 477 | 102  |
| 5 | Paraguay  | 10  | 7 | 3 | 4 | 461 | 582 | -121 |
| 6 | Chile     | 9   | 7 | 2 | 5 | 513 | 579 | -66  |
| 7 | Perú      | 8   | 7 | 1 | 6 | 425 | 672 | -247 |
| 8 | Colombia  | 7   | 7 | 0 | 7 | 479 | 617 | -138 |

| 25 de julio | Venezuela | 112 - 57 | Perú |  |
|             | Valdivia  |          |      |  |

| 25 de julio | Brasil   | 97 - 66 | Colombia |  |
|             | Valdivia |         |          |  |

| 25 de julio | Uruguay  | 99 - 49 | Paraguay |  |
|             | Valdivia |         |          |  |

| 25 de julio | Argentina | 96 - 54 | Chile |  |
|             | Valdivia  |         |       |  |

| 26 de julio | Brasil   | 109 - 50 | Perú |  |
|             | Valdivia |          |      |  |

| 26 de julio | Argentina | 86 - 50 | Paraguay |  |
|             | Valdivia  |         |          |  |

| 26 de julio | Venezuela | 84 - 82 | Uruguay |  |
|             | Valdivia  |         |         |  |

| 26 de julio | Chile    | 77 - 55 | Colombia |  |
|             | Valdivia |         |          |  |

| 27 de julio | Paraguay | 73 - 58 | Colombia |  |
|             | Valdivia |         |          |  |

| 27 de julio | Chile    | 101 - 73 | Perú |  |
|             | Valdivia |          |      |  |

| 27 de julio | Brasil   | 75 - 62 | Uruguay |  |
|             | Valdivia |         |         |  |

| 27 de julio | Argentina | 69 - 55 | Venezuela |  |
|             | Valdivia  |         |           |  |

| 28 de julio | Paraguay | 79 - 66 | Perú |  |
|             | Valdivia |         |      |  |

| 28 de julio | Venezuela | 86 - 80 | Colombia |  |
|             | Valdivia  |         |          |  |

| 28 de julio | Uruguay  | 86 - 62 | Chile |  |
|             | Valdivia |         |       |  |

| 28 de julio | Argentina | 64 - 60 | Brasil |  |
|             | Valdivia  |         |        |  |

## Ronda final

### Partido por el séptimo puesto
| 29 de julio | Colombia | 71-61 | Perú |  |
|             | Valdivia |       |      |  |

### Partido por el quinto puesto
| 29 de julio | Paraguay | 72-58 | Chile |  |
|             | Valdivia |       |       |  |

### Partido por el tercer puesto
| 29 de julio | Venezuela | 94-90 | Uruguay |  |
|             | Valdivia  |       |         |  |

### Final
| 29 de julio | Argentina | 76-69 | Brasil |  |
|             | Valdivia  |       |        |  |

| Argentina         |
| Campeón Argentina |
| Décimo título     |